# Бодуэн VII
Бодуэ́н VII Секира (фр. Baudouin VII de Flandres, 1092/1093 — 17 июня 1119, похоронен в Сен-Бертине) — граф Фландрии в 1111—1119, сын Роберта II, графа Фландрии, и Клеменсы Бургундской. Происходил из Первого Фландрского дома.

## Биография
Бодуэн VII стал графом Фландрии после смерти отца Роберта II Иерусалимского. Вскоре после этого Людовик VI, король Франции, подтвердил его права и сделал его рыцарем, так как опасался притязаний графа Эно Бодуэна III — потомка графа Фландрии Арнульфа III, лишённого прав на Фландрию Робертом Фризским. Французский король, таким образом, мог рассчитывать на поддержку Бодуэна в своей борьбе против английского короля Генриха I.
Первоначально Бодуэн VII поделил с Клеменсой управление фландрской частью Бургундии. Но в 1113 году он вступил в конфликт с матерью. Тогда Клеменса объявила своими владения, в которые входила почти треть Фландрии, которые передал ей её муж Роберт II — отец Бодуэна VII. Бодуэн рассматривал поведение матери как серьёзное посягательство на его права. Он угрожал поддержкой епископа Арраса Ламберта, довел дело до правительства Фландрии и даже призвал на помощь короля Франции для разрешения конфликта. Но он добился только контроля над землями своей матери.
Также как и его предшественники, Бодуэн поддерживал города и рынки. Он предпринял большие усилия, стараясь обеспечить законность и порядок в стране. Также он опасался набегов и принимал решительные действия против преступников, разбойников и мятежных дворян.
Его главными противниками были Вальтер II, граф Хесдина и Гуго II, граф Сен-Поля. С обоими Бодуэн достиг мирного соглашения. Города служили ему поддержкой в борьбе против дворянства. Своё прозвище Бодуэн получил из-за своих энергичных мер против нарушителей спокойствия в стране.
Он был женат с 1110 года на Хависе Бретонской, дочери Алана IV, герцога Бретани. Но вскоре их брак был расторгнут папой Пасхалием II. После этого ситуация изменилась. Алан IV выбрал сторону короля Англии, а Бодуэн стал на стороне короля Франции. Вероятно, брак был расторгнут из-за военных действий отца Бодуэна Роберта II на стороне короля Франции, и возможности их продолжения Бодуэном, однако официальной причиной было слишком близкое родство между супругами.
В течение всего правления ему помогал его двоюродный брат Карл, сын погибшего Кнуда IV Святого, короля Дании. Он также был наместником во Фландрии, когда Бодуэн в 1117 и 1118 годах принял участие в войне в Нормандии. В 1119 году Бодуэн заболел неизлечимой болезнью и скончался 17 июня 1119 года.
Бодуэн умер бездетным, поэтому главная ветвь Фландрского дома пресеклась. Незадолго до смерти он сделал наследником Карла Датского. Все знатные дворяне Фландрии и его мать Клеменса принесли присягу на верность преемнику Бодуэна. Незадолго до смерти он Бодуэн постригся в монахи. Он умер по дороге в замок Вижнендал и был похоронен 19 июня в Сен-Бертине в Сент-Омере, в присутствии его наследника Карла и многих иностранных дворян.